# Đầm lầy Brading đến Đá ngầm của St. Helen
Đầm lầy Brading đến Đá ngầm của St. Helen là một địa điểm khoa học đặc biệt rộng 488,5 ha trải dài từ Brading dọc theo thung lũng Yar giữa Bembridge và St Helens, đảo Wight qua biển tại vịnh Priory trên bờ biển phía đông bắc của đảo Wight. Nó bao gồm khu bảo tồn Đầm lầy Brading, bến cảng Bembridge và cát liên triều, bãi bùn và các mỏm đá lộ thiên ngoài khơi ở vùng nước thấp, bao gồm cả vùng đất xung quanh Pháo đài St Helens không thuộc đất liền. Đây là địa điểm được quan tâm khoa học đặc biệt lớn thứ hai trên Đảo Wight. Địa điểm đã được chỉ định vào năm 1951 với cả hai đặc điểm sinh học và địa chất.